# Santiago Dexeus
 (janvier 2012).
Si vous disposez d'ouvrages ou d'articles de référence ou si vous connaissez des sites web de qualité traitant du thème abordé ici, merci de compléter l'article en donnant les références utiles à sa vérifiabilité et en les liant à la section « Notes et références ».
Santiago Dexeus y de Trias de Bes, né à Barcelone le 22 juillet 1935 et mort le 12 avril 2024 à Madrid, est un gynécologue espagnol.

## Biographie
Santiago Dexeus est le fils de Santiago Dexeus i Font (ca).

### Formation
En 1959, Santiago Dexeus est diplômé en médecine à l'université de Barcelone, se spécialise dans les universités à Manchester, en Suisse, à Paris et à Florence, et en 1964, il obtient son doctorat à l'université de Madrid.

### Carrière
Santiago Dexeus devient résident à l'Institut de la maternité de Barcelone, dont il est le directeur  du département d’oncologie et maternité de 1964 à 1972. En 1973, il fonde l’Institut Dexeus et devient président du conseil d’administration et du département de gynécologie et d’obstétrique. L’Institut est pionnier dans la défense du droit des femmes à utiliser la pilule contraceptive et la fécondation in vitro.
En 1978, il publie Anticonceptivos y control de natalidad, avec la journaliste Margarita Rivière, un manuel de contraceptifs dans l'Espagne post-franquiste, alors que l'article 416 du code pénal de l'époque interdisait encore toute publicité en faveur de la contraception.
Lors des élections générales de 1980, il est candidat pour le Centre démocratique et social d'Adolfo Suarez, mais il n’est pas élu.
En 1985, il contribue à la naissance du premier bébé-éprouvette en Espagne. De 1992 à 2002 il est président de la Commission nationale d'obstétrique et de gynécologie. Il enseigne à la Faculté de médecine, à l’université autonome de Barcelone depuis 1998 et il est codirecteur de la progression mensuelle[Quoi ?] d'obstétrique et de gynécologie. 
Il est président honoraire de la Société espagnole de cytologie depuis 2007 et président de la Fédération européenne de colposcopie. En 2004, il reçoit la médaille d'or du Mérite du travail et en 2009 la « croix de Sant Jordi ».
- Le 25 février 1996, il est nommé docteur honoris causa par l'Université de Coimbra (Portugal).

## Fonctions
- Chaire de recherche en obstétrique et gynécologie à l'Université Autonome de Barcelone (nommé le 9 juin 1998).
- Président de la Fundación Santiago Dexeus Font.
- Membre du Conseil consultatif de la Santé. De 1992 à 2002, il est président de la Commission nationale des spécialités de gynécologie et d'obstétrique.
- Membre de la Commission nationale de reproduction assistée (2003).
- Directeur du Département d'obstétrique et de gynécologie du Dexeus Institute de 1973 à 2004.
- Président sortant de la International Fédération of Cervical Pathology and Colposcopy
- Ancien président de la Société Francophone Internationale de Chirurgie pelvienne.
- Le 18 juin 1996, il est nommé Académico Correspondiente de l'Académie royale de médecine de Buenos Aires.
- Le 10 octobre 1996, il est nommé membre honoraire de l'American College of Surgeons.
- Depuis 1997, il est membre du comité scientifique de la Société internationale de bioéthique (SIBI).
- Membre de l'Ordre American College of Obstetricians and Gynecologists depuis 1999.
- Membre de la Société d'honneur de l'Argentine, du Brésil, de l'Italie et du Mexique en  colposcopie et pathologie cervicale. En mars 2006, il est nommé membre honoraire de la Society of Colposcopy and Cervical Pathology of Singapore.

Santiago Dexeus participe par ailleurs comme enseignant à des nombreux cours, à des colloques, à des congrès et à des réunions scientifiques, au niveau national et international. Chaque année depuis 1973, son département organise un Symposium international, des cours monographiques et de troisième cycle.

## Publications
Santiago Dexeus est l'auteur de nombreux livres sur la gynécologie (14), certains d'entre eux traduits en plusieurs langues :
- Le celioscopia en ginecología (1964)
- Traité de gynécologie 3 vol. (1969)
- Traité Atlas vous colposcopie (1974)
- Traité d'obstétrique (1986)
- Contraception (1984, 1989)
- Traité et pathologie cervicale Atlas (1989, 1993)

Il est coauteur des  livres scientifiques suivants :
- Mortalidad Perinatal: Lucha contra la misma1964)
- Avances en Oncología (Arturo Arrighi, Santiago Dexeus & José A. Pinotti;1992)
- Tratado y Atlas de Histeroscopia(1992)
- Nuevos aspectos del cáncer de mama (1993)
- Sinopsis de Oncología Ginecológica (Santiago Dexeus, Pedro J. Grases; 1996)
- Patología y Tratamiento del tracto genital inferior (Giuseppe De Palo, William Chanen y Santiago Dexeus; 2000)

Il a donné des conférences et écrit des livres de vulgarisation :
- La naissance d’un enfant (1975)
- Anticonceptivos y control de la natalidad (1977) avec la journaliste Margarita Rivière; traduit en portugais : Metodos anticonceptivos e planeamento familiar (1980)
- ¿Qué es la menopausia? (1978)
- La mujer à partir de los 40 años (1979)
- La contracepción hoy (1983)
- La aventura de envejecer (1987)
- El riesgo de nacer (1989); traduit al italien par El rischio di nascere (1990).
- La mujer. Su cuerpo y su mente (Santiago Dexeus, José Mª Farré Martí; 1994)
- Médico (1994)

Il est membre du comité de rédaction de revues scientifiques nationales et internationales comme : Loi gynécologique[Quoi ?], Toko-gynécologie pratique, Le col, European Journal d'obstétrique et de gynécologie et biologie de la reproduction, CME Journal d'oncologie gynécologique, ASCCP Journal de la maladie du tractus génital inférieur.